# Aeroporto de Príncipe
O Aeroporto Príncipe (IATA: PCP), (ICAO: FPPR) é um aeroporto da Ilha do Príncipe, localizado a cerca de três km ao norte da capital Santo António. É o único aeroporto na Ilha de Príncipe e um dos três que servem a totalidade de São Tomé e Príncipe.

## Instalações
O aeroporto reside em uma elevação de 591 pés (180 m) acima do nível do mar. Tem uma pista designada 18/36 com uma superfície de asfalto medindo 1.320 x 30 metros (4.331 × 98 pés).